# Альтрон (киновселенная Marvel)
Альтро́н (англ. Ultron) — персонаж из медиафраншизы «Кинематографическая вселенная Marvel» (КВМ), основанный на одноимённом злодее Marvel Comics.
Роль Альтрона в КВМ исполнил американский актёр Джеймс Спейдер. Впервые персонаж появился в фильме «Мстители: Эра Альтрона» (2015). В мультсериале «Что, если…?» (2021) на «Disney+», а также в фильме «Доктор Стрэндж: В мультивселенной безумия» (2022) фигурируют альтернативные версии Альтрона из Мультивселенной, озвученные Россом Маркуандом.

## Концепция и создание
Персонаж Альтрона впервые появился в качестве камео в 54 выпуске серии комиксов «The Avengers» (1968), а уже в следующем номере состоялся его полноценный дебют. Альтрон был создан Роем Томасом и Джоном Бьюсемой. Режиссёр фильма «Мстители: Эра Альтрона» (2015) Джосс Уидон заявлял, что Джеймс Спейдер был «его первым и единственным выбором» для данной роли из-за его «гипнотического голоса, который может быть устрашающе спокойным и убедительным, а также простым и юморным». Спейдер получил роль Альтрона в августе 2013 года. Также актёр озвучивает дроны Железного человека в начале фильма.

## Характеризация
Кевин Файги рассказал, что для лица и тела Альтрона была использована технология захвата движения, «чтобы создать цельное выступление […] Мы наняли Джеймса Спейдера не для того, чтобы он говорил голосом робота». При подготовке к роли лицо и тело Спейдера были тщательно отсканированы. Описывая персонажа, Уидон сказал: «Он постоянно пытается уничтожить Мстителей, чёрт подери, прямо зациклился на этой идее. Он не весельчак, а следовательно, интересный парень. Ему больно. И проявление этой боли не будет стандартной историей робота». Уидон добавил, что Альтрон — «это не существо логики, а искренне возмущённый робот. Мы узнаём, что делает его одновременно угрожающим, покоряющим, забавным, странным, непредсказуемым — в общем, всем, чем роботы не являются».
Уидон сравнил Альтрона с чудовищем Франкенштейна, сказав, что «это наш новый миф о Франкенштейне […] Мы создаём что-то по своему образу, и оно отворачивается от нас. Здесь есть мучительные рассуждения типа „Для чего я был создан? Хочу убить папу“». Спейдер назвал персонажа «самодовольным» и добавил, что «по-моему, он видит в Мстителях часть проблемы, наиболее глобальной мировой проблемы. Он наблюдает мир с весьма странной, [библейской] точки зрения, потому что он совершенно новый, очень молодой […] Он незрел и ещё ничего не знает о полноценной, общей истории и прошлом, и создан он был за короткий период времени с довольно искажённым мировоззрением». Спейдер также сделал уточнение: «Он и вправду искусственный интеллект безо всяких ограничений и реальных параметров […] у него слишком много власти, слишком много мощи, скорости и габаритов, и поэтому он — весьма опасное дитя».

## Биография персонажа

### Противостояние Мстителям
Альтрон был задуман и разработан Тони Старком и Брюсом Бэннером в качестве главной миротворческой программы, однако впоследствии он принимает форму разумного андроида, переполненного комплексом бога, решившего умиротворить Землю, уничтожив человечество. Исследование Старком и Бэннером Камня Разума было основой для зарождения Альтрона, наряду с верой Старка в то, что Альтрон будет решением проблем Мстителей по поддерживанию «мира здесь и сейчас». Однако родившись, Альтрон быстро предполагает, что продолжающееся выживание человечества на протяжении всей человеческой истории является результатом преодоления продолжающихся последовательностей кризисов, и поэтому он решает вызвать событие уровня вымирания в Заковии, чтобы обеспечить людям Земли волю к эволюции. Однако Альтрон рассматривает Мстителей как препятствие для эволюции человечества и клянётся уничтожить Мстителей. Альтрон постоянно обновляет свою физическую оболочку с приобретением вибраниума у Улисса Кло и обладает способностью проявлять себя в дроидах Железного легиона Старка. В конечном счёте его уничтожает Вижн.

## Альтернативные версии
Альтрон, озвученный Россом Маркуандом, появился в первом сезоне мультсериала «Disney+» «Что, если…?» в виде альтернативной версии себя.

### Захват мультивселенной
Альтрон переносит свой искусственный интеллект в тело ещё не родившегося Вижна, побеждает Мстителей и уничтожает большинство форм жизни на Земле. Затем он убивает Таноса и забирает Камни Бесконечности, используя их, чтобы уничтожить всю остальную жизнь во Вселенной. Альтрону также становится известно о Наблюдателе, и ему удаётся проникнуть в Нексус Всех Реальностей в попытке убить Наблюдателя и уничтожить Мультивселенную. После того, как Наблюдатель воссоединяет Стражей Мультивселенной, Альтрон узнаёт об этом и сражается с командой, но не может победить их из-за огромной силы Верховного Стивена Стрэнджа и защитных заклинаний. Наташе Романофф и Капитану Пегги Картер удаётся пустить ему в голову стрелу, которая содержит копию сознания Арнима Золы. Впоследствии Зола уничтожает Альтрона изнутри его тела и захватывает его, но начинает сражаться с Киллмонгером из-за Камней Бесконечности, пока их обоих не запирают в карманном измерении Верховный Стрэндж и Наблюдатель. По данным, он был стёрт, а его вариант который не узнал о существовании Мультивселенной, был убит другим Наблюдателем, по имени Просвященный.

### Земля-838
На Земле-838, программа «Альтрон» была реализована по своему изначальному предназначению — работе на благо человечества. Созданные Ридом Ричардсом, дроны Альтрона (также озвученные Маркуандом) служат охранниками, работающими в штаб-квартире Иллюминатов. Они задерживают прибывших Стивена Стрэнджа-616 и Америку Чавес, когда они прибывают туда. Позже, во время атаки Ванды Максимофф на штаб-квартиру, дроны вступают с ней в сопротивление, однако благодаря своим способностям, Ванда уничтожает большую часть дронов.

## Реакция

### Отзывы критиков
Журналист The New York Times Манола Даргис в своём обзоре «Эры Альтрона» подвергла критике Альтрона как персонажа, но при этом похвалила актёрскую игру Спейдера.

### Награды и номинации
| Год  | Премия           | Категория                          | Номинант(ы)    | Результат | Ист.   |
| ---- | ---------------- | ---------------------------------- | -------------- | --------- | ------ |
| 2016 | MTV Movie Awards | Лучший злодей                      | Джеймс Спейдер | Номинация | [ 17 ] |
| 2016 | MTV Movie Awards | Лучшее виртуальное исполнение роли | Джеймс Спейдер | Номинация | [ 17 ] |